# Montcrabeu
Montcrabeu (en francès Moncrabeau) és un municipi francès situat al departament d'Òlt i Garona i a la regió de la Nova Aquitània.

## Demografia
| 1962                                       | 1968  | 1975 | 1982 | 1990 | 1999 | 2006 |
| ------------------------------------------ | ----- | ---- | ---- | ---- | ---- | ---- |
| 927                                        | 1.050 | 915  | 823  | 789  | 780  | 814  |
| Des de 1962: població sense dobles comptes |       |      |      |      |      |      |

## Administració
| Període | Identitat           | Partit |
| ------- | ------------------- | ------ |
| 1983-   | Christian Lussagnet | UMP    |